# Vino fortificado
El vino fortificado, fortalecido o generoso es aquel vino que, en su proceso de elaboración, incorpora procesos especiales para aumentar su estabilidad y aumentar su graduación alcohólica, sin perder por ello su condición de derivado 100% de la uva.
Los vinos generosos tienen una graduación alcohólica comprendida entre los 15° y los 22°

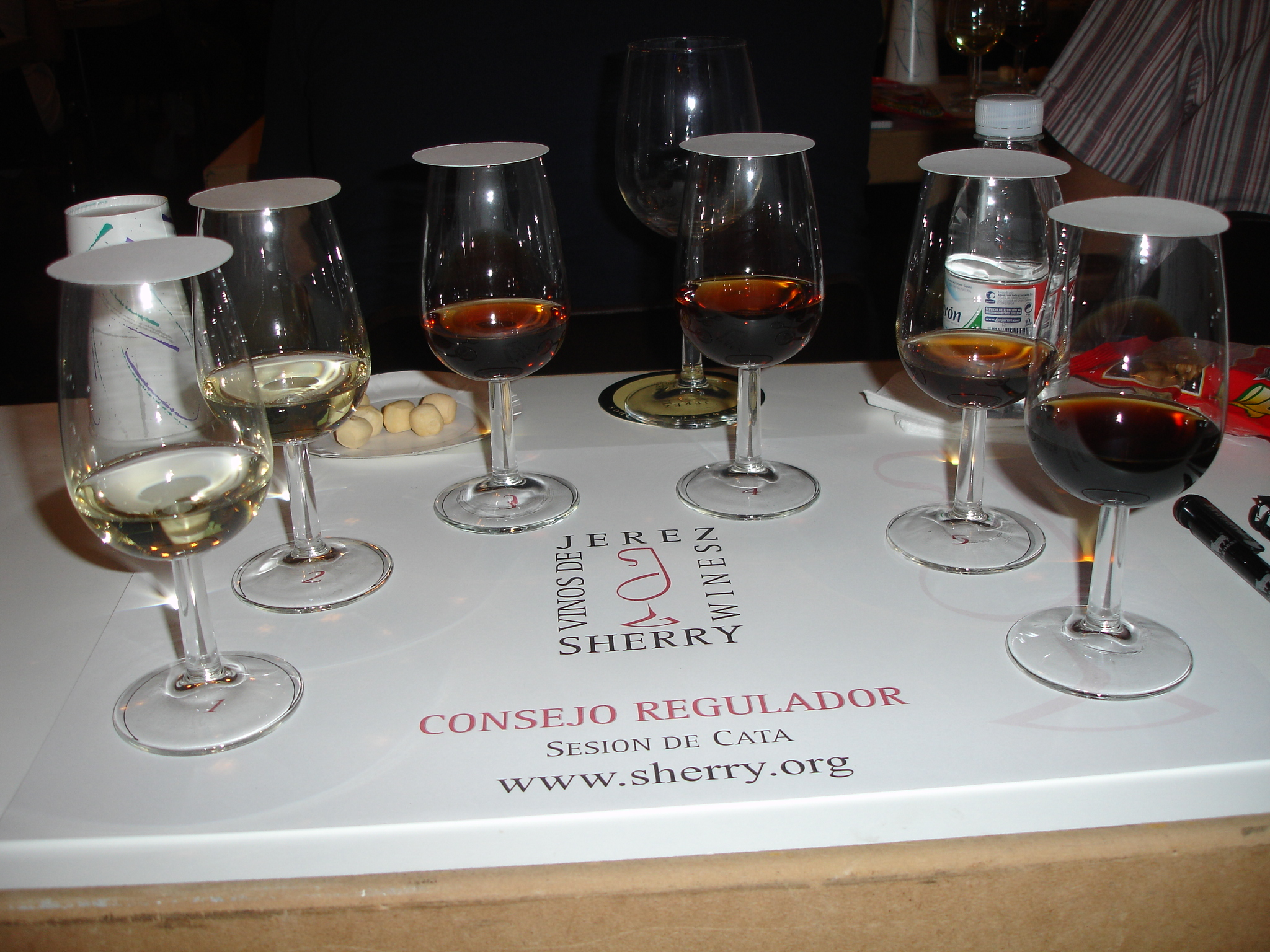
Vinos de Jerez.

## Origen
Este tipo de vinos surgió en los siglos XVI y XVII, como resultado de la búsqueda de métodos para preservar el vino contra las condiciones perjudiciales que implicaba su transporte, desde los países europeos productores hasta los consumidores.

## Técnica

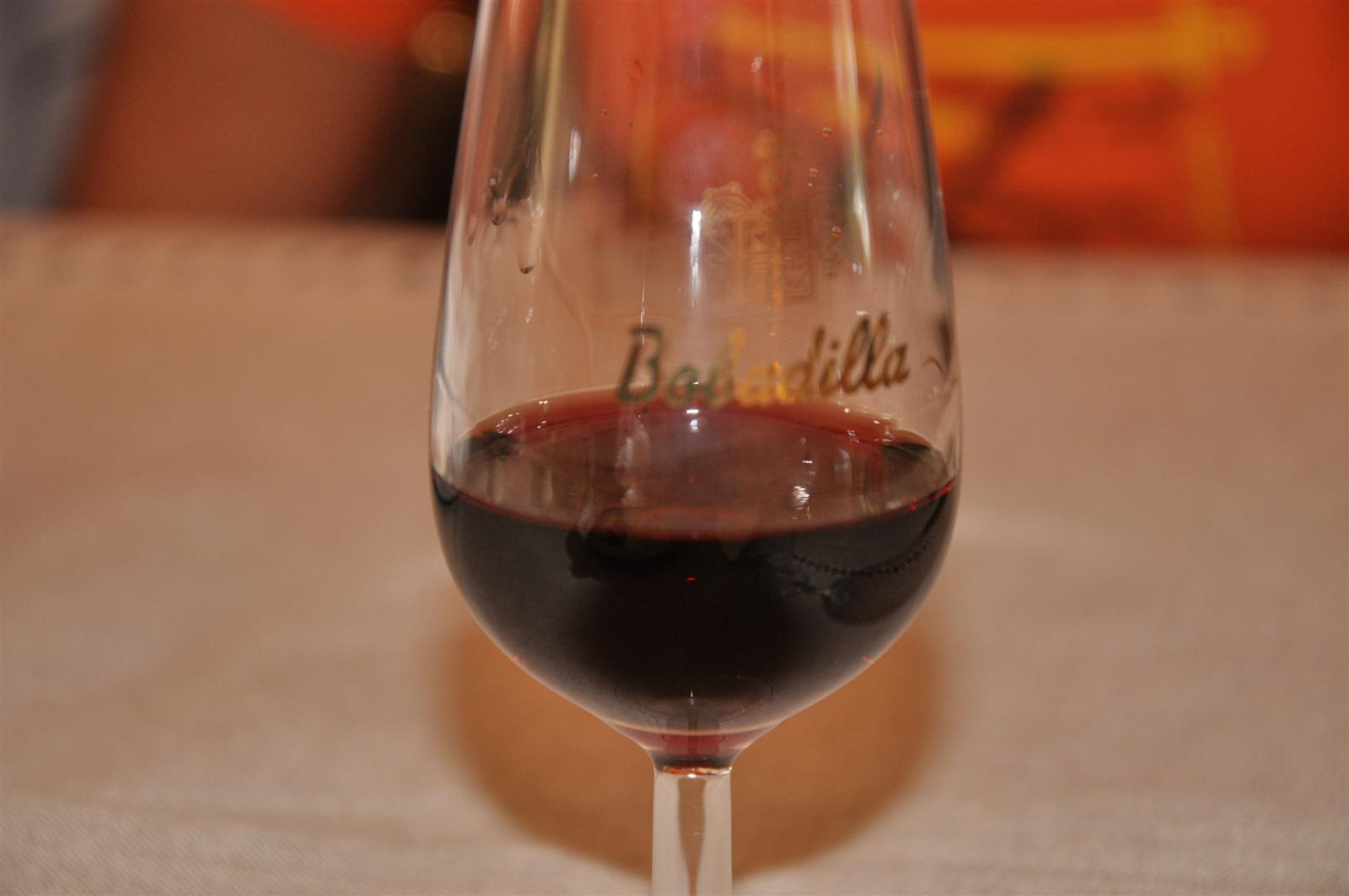
Copa de Jerez fortificado.

La técnica más común para fortificar el vino es el "encabezado", consiste en añadir alcohol durante o antes del proceso de fermentación. Esto da como resultado un vino de mayor graduación alcohólica (17 a 25°GL), de mayor textura y sabores más robustos. Generalmente, este tipo de vinos son más dulces debido a los azúcares que no consiguieron fermentarse. También tienen mayor estabilidad: una vez abierta, una botella de vino fortificado puede durar varios meses sin perder sus propiedades al gusto.

## Vinos
Los vinos fortalecidos más conocidos son la Manzanilla (España), Jerez (España), Montilla-Moriles (España), Lebrija (España), el Moscatel (varios países), el Oporto (Portugal), el Madeira (Portugal), el Marsala (Italia) y el Banyuls (Francia).